# Malbouffe
Malbouffe (vgl. mal = schlecht, bouffe = aus dem französischen Argot stammende Bezeichnung für Fraß) ist ein Dysphemismus für einen bestimmten Typ von Nahrung.
Heute ist dieser Terminus im französischen Sprachraum weit verbreitet und wird generell als abschätzige Bezeichnung für als minderwertig und gesundheitsschädigend betrachtete Nahrung, insbesondere Fast-Food-Produkte, verwendet.

## Herkunft
Die Bezeichnung ist eine Kreation von Stella und Joël de Rosnay, die sie mit ihrem Buch La Malbouffe eingeführt haben.
Einer breiten Öffentlichkeit außerhalb Frankreichs bekannt wurde diese Bezeichnung durch eine Protestaktion französischer Bauern gegen US-amerikanische Strafzölle auf französischen Agrarerzeugnissen, bei der am 12. August 1999 die im Bau befindliche McDonald’s-Filiale in Millau durch Bauern zerstört wurde. Der Bauerngewerkschaftsvorsitzende José Bové, einer der Anführer dieser Bauern, griff dabei den Begriff als Schlagwort auf, um amerikanische Produkte zu stigmatisieren, die Produkte der französischen Landwirtschaft zu verteidigen und deren Qualität zu unterstreichen.

## Bedeutungen
Zentrale Merkmale von Malbouffe sind wenig Abwechslung, ein standardisierter Geschmack und eine unausgewogene Zusammensetzung, welche zu Übergewicht, Fettleibigkeit, Diabetes mellitus und Herz-Kreislauferkrankungen führen kann. Ketchup, Hamburger und Süßgetränke sind typische Bestandteile dieses Nahrungstyps.
José Bové und seine Mitautoren definieren in ihrem Buch Die Welt ist keine Ware den Begriff wie folgt:
„Malbouffe, Schlechtessen, bezieht sich auf zwei Dinge: auf die Standardisierung der Nahrungsmittel und die weltweite Gleichschaltung der Geschmacksnerven, für die McDonald's das Paradebeispiel ist, und zum anderen auf die Bedrohung unserer Gesundheit durch Genfood, Hormonkälber, BSE-Rinder, Pestizidrückstände usw., also all die Umwelt, Tiere und Menschen gefährdenden Begleiterscheinungen einer auf immer höhere Produktivität getrimmten Landwirtschaft.“
Im französischen Alltag wird dieser Begriff aber auch schlicht für schlechtes Essen verwendet. Im deutschen Sprachraum trifft man diesen Begriff umgangssprachlich zum Beispiel in den zu Frankreich grenznahen Regionen der Deutschschweiz an, meistens aber in Presseartikeln oder Medienmitteilungen, die in einem direkten Bezug zu Frankreich und seiner Küche, oder – dank der Kandidatur Bovés im Präsidentschaftswahlkampf 2007 – zu seiner Politik stehen.